# Палац спорту (Київ)
50°26′14″ пн. ш. 30°31′20″ сх. д. / 50.43722° пн. ш. 30.52222° сх. д.
Ки́ївський пала́ц спо́рту (КПС) — найбільша крита спортивно-видовищна споруда України, розташована у центральній частині міста Київ, біля підніжжя Черепанової гори.

## Основні напрямки діяльності
Сьогодні КПС надає послуги з організації спортивних і концертних заходів, виставкової та рекламної діяльності тощо. На його території розміщено сучасний гімнастичний комплекс із сучасним обладнанням і тренажерними пристроями.
ЗАТ «Київський палац спорту» є одним із засновників МВЦ.

## Важливі проведені заходи
За роки існування КПС провів понад 16 чемпіонатів світу, близько 30 чемпіонатів Європи, 42 чемпіонати СРСР, 1 Євробачення , 30 Єврокубків, 440 турнірів з 24 видів спорту, 10 турнірів серії гран-прі, 210 виставок і ярмарків, понад 4 000 концертів, понад 20 семінарів і конференцій на різноманітні теми, а також льодові шоу та свята.

## Історія

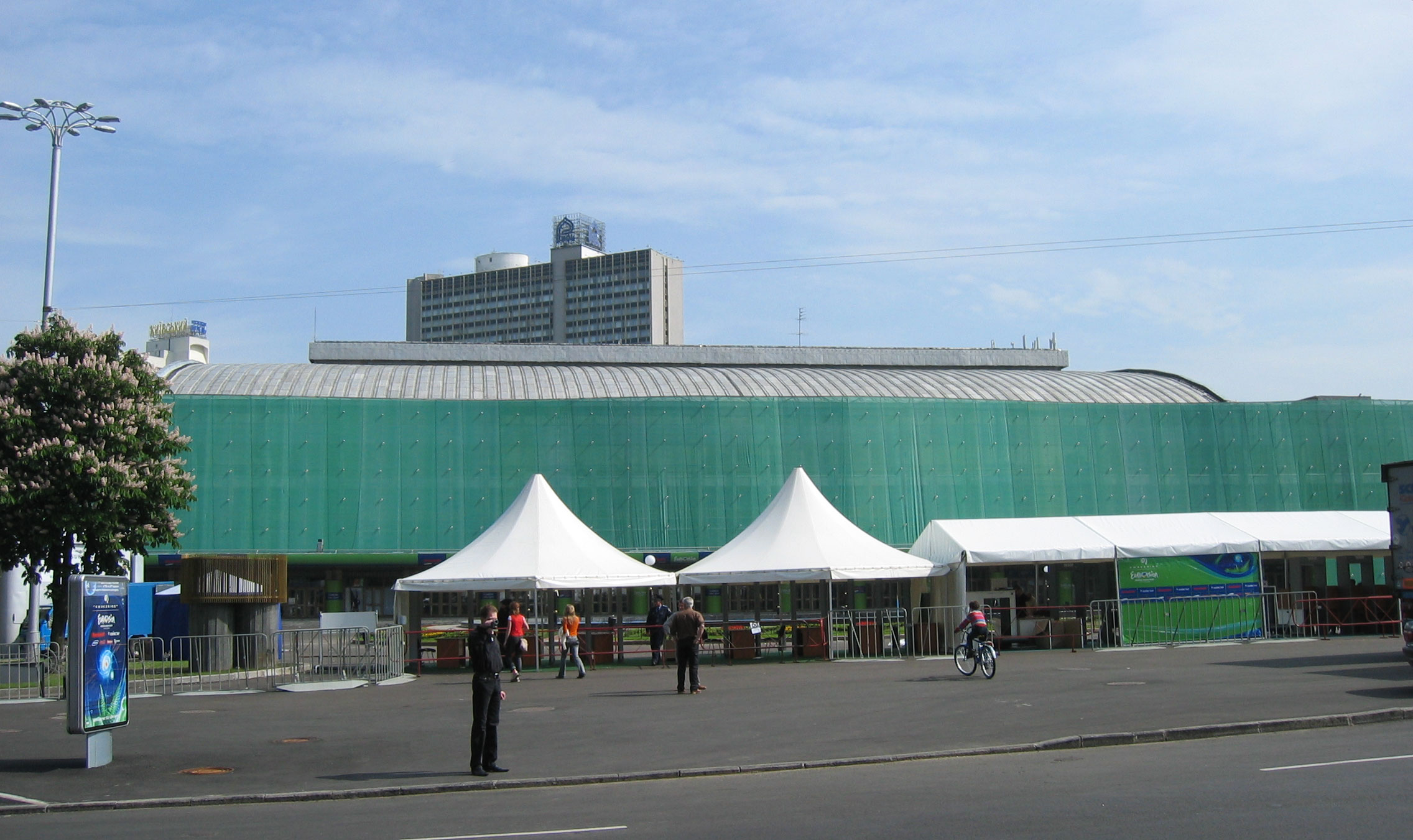
Палац спорту під час Євробачення 2005.

КПС споруджений за проектом архітекторів Михайла Гречини, О. Заварова та Ю. Євреїнова, інженерів С. Реп'яха та С. Чудновської. Роботи з моменту закладення першого блоку до здачі в експлуатацію були завершені за рекордно короткий термін — всього за 975 днів (2 роки і 8 місяців).
Урочисто новий Київський палац спорту відкрили 9 грудня 1960 року.
У 1981–1982 рр. Палац докорінно реконструювали. Повністю модернізовано системи освітлення та технічного господарства. Змінили вигляд інтер'єри та холи — вони стали просторіші та світліші, їх опорядили численними роздягальнями та буфетами. Головне завдання проведення реконструкції — створити максимально зручні умови для учасників і глядачів заходів — було вирішене успішно. Оновлений Палац спорту постав перед відвідувачами майже таким, яким ми бачимо його сьогодні. Після реконструкції Палац спорту й донині є високотехнологічною спорудою, популярною серед спортсменів, бізнесменів, естрадних виконавців та відвідувачів.
З моменту введення до експлуатації Палац був бюджетною установою. 1989 року, вийшовши зі складу управління спортивних споруд, КПС стає самостійним госпрозрахунковим підприємством.
У 1992 році колектив Палацу спорту отримав право на оренду цілісного майнового комплексу. У 1995 році вирішено акціонувати майно; палац реорганізовано в закрите акціонерне товариство.

## Євробачення-2005
У 2005 році Київ був господарем пісенного конкурсу Євробачення 2005. Основні конкурсні заходи відбувались на майданчику, спорудженому в Палаці спорту.

## Технічні характеристики
Палац спорту — чотириповерхова конструкція із скла, алюмінію та бетону.
Габарити складають: довжина — 138 метрів, ширина — 78 метрів, висота над спортивною ареною — 18,5 метрів.
Архітектурні рішення створюють враження легкості і простору, в холах завдяки алюмінієвим склопакетам рівномірне денне освітлення. У підвісній стелі розташована сучасна система освітлення, що працює у кількох режимах. Вона забезпечує можливість високоякісної трансляції по кольоровому телебаченню будь-якого заходу в Палаці.
Експозиційна площа Палацу спорту складає:
- площа в фоє І поверху — 4 000 м² брутто;
- площа в фойе ІІ поверху — 5 000 м² брутто;
- площа на арені — 3 000 м² брутто;
- зовнішня площа на території — 3 000 м² брутто.

Київський палац спорту розташований в центрі міста і має у своєму розпорядженні:
- вантажні ворота, вантажний ліфт та завантажувачі;
- система вентиляції та кондиціювання у всіх приміщеннях ПС;
- міський, міжміський та міжнародний зв'язок;
- Інтернет;
- комфортний прес-центр в окремому крилі;
- конференц-зал на 140 місць;
- кафе та буфети;
- гардероби та WC;
- паркінг;
- зручна транспортна розв'язка до будь-якої частини Києва;
- найближчі готелі: «Прем'єр Палац», «Президент Готель Київський», «Дніпро», «Русь», «Спорт», «Хрещатик», «Санкт-Петербург».

Головними компонентами палацу є спортивна арена, сцена та трибуни:
- Спортивна арена, розміром 61 х 30 метрів, розташована біля підніжжя трибун. На ній можуть проводитись змагання з багатьох видів спорту — менше двох діб потрібно для трансформації арени з льодового майданчика у баскетбольне поле, борівський килим, гімнастичний поміст чи фехтувальну доріжку;
- Сцена розміром 42 х 15 метрів розташована в південній частині амфітеатру, її габарити дозволяють проводити концерти, театрально — видовищні постановки, семінари, демонстрацію фільмів.
- Трибуни розташовані таким чином, що з будь-якого місця добре видно не тільки спортивну арену, а і сцену. Кількість місць може збільшуватись або зменшуватись в залежності від заходу, що проводиться. Кількість посадочних секторів: без піднятої сцени- 8 (6113 місць), при піднятій сцені — 9 секторів (7513 місць). максимальна місткість 7513 місць при проведенні спортивниї ігрових заходів (футзал, волейбол, баскетбол, гандбол, хокей, великий теніс та інші). На Арені, перед сценою, можна організувати партер — це 1400 місць (25 рядів по 56 стільців). На концертах, при необхідності можуть формуватися фанзони на 2500 осіб. Сидіння на секторах ергономічні і забезпечують комфорт навіть під час тривалих заходів. їх кількість може бути збільшена ще на 886 місць (це досягається протягом 60 хвилин переворотом сценічного сектора на 180° і тоді трибунна частина Арени стає замкнутим овалом, при цьому з'являється додатковий сектор (на зворотному боці сцени) на 835 місць, який є частиною Арени. При проведенні концертних заходів спортивна арена трансформується у партер, у цьому випадку максимальна кількість глядачів збільшується до 10 000;

Репортажно — інформаційний комплекс включає: 12 коментаторських кабін, системи звукової і зворотної інформації, 2 електронних табло, внутрішнє телебачення, ложи преси, 10 кабін міжнародного та міжміського зв'язку, телетайп, кімнати для роботи та відпочинку журналістів, зручній бар для гостей, фотолабораторію, радіовузол.
На території Палацу розташований гімнастичний комплекс із сучасним обладнанням та тренажерними пристосуваннями, який займається підготовкою спортсменок — гімнасток.

## Діяльність
Палац спорту надає послуги у сфері організації спортивних та концертних заходів, виставкової та рекламної діяльності. Під дахом Палацу проведені 16 чемпіонатів світу, близько 30 чемпіонатів Європи, 42 чемпіонати СРСР, 30 Єврокубків, 440 турнірів з 24 видів спорту, 10 турнірів серії гран-прі, 210 виставок та ярмарок, понад 4000 концертів, 20 семінарів та конференцій на різноманітні теми, а також льодові шоу та свята.
У 2005 в Палаці пройшов Пісенний конкурс Євробачення 2005.
У Палаці спорту проходять різні щорічні бізнес-заходи.
У 2012—2017 роках Палац Спорту був домашьою ареною для проведення матчів БК «Будівельник» в Українській Лізі та Єврокубках. Також станом на 2020 рік є домашьою ареною БК «Київ-Баскет».

## Ключові особи
З 1989 і до 2010 року колектив КПС очолював Віктор Ткаченко.
З 18 серпня 2016 року і до 18 серпня 2021 року директор Палацу Спорту — Юрій Черненький.
З  4 березня 2024 року директор Палацу Спорту — Павло Насадчук.